# Вебре
Вебре́ (фр. и окс. Vebret) — коммуна во Франции, находится в регионе Овернь. Департамент — Канталь. Входит в состав кантона Сень. Округ коммуны — Морьяк.
Код INSEE коммуны — 15250.
Коммуна расположена приблизительно в 400 км к югу от Парижа, в 70 км юго-западнее Клермон-Феррана, в 50 км к северу от Орийака.

## Население
Население коммуны на 2008 год составляло 468 человек.
| 1962 | 1968 | 1975 | 1982 | 1990 | 1999 | 2008 |
| ---- | ---- | ---- | ---- | ---- | ---- | ---- |
| 526  | 578  | 524  | 599  | 533  | 503  | 468  |

## Экономика
В 2007 году среди 301 человека в трудоспособном возрасте (15—64 лет) 219 были экономически активными, 82 — неактивными (показатель активности — 72,8 %, в 1999 году было 69,0 %). Из 219 активных работали 204 человека (120 мужчин и 84 женщины), безработных было 15 (7 мужчин и 8 женщин). Среди 82 неактивных 14 человек были учениками или студентами, 30 — пенсионерами, 38 были неактивными по другим причинам.

## Достопримечательности
- Замок Кузан (XV век). Памятник истории с 1994 года[3]
- Церковь Сен-Морис-э-Сен-Луи[фр.] (XII век). Памятник истории с 1930 года[4]
- Гранитный крест (XVI век). Памятник истории с 1963 года[5]

## Фотогалерея
- Кастель-Марльяк
- Карта коммуны